# 沧水铺镇
沧水铺镇，是中华人民共和国湖南省益阳市赫山区下辖的一个乡镇级行政单位，位于湖南省益阳市东南部，“湖南省百强镇”，是益阳市的工业重镇、益阳市东接东进战略的“桥头堡”。

## 历史文化
沧水铺镇，古为“沧水驿”，是先秦时期的驿站，属于千年古镇，因与洞庭湖毗邻，又称“撞水铺”。
沧水铺旁有衡岳七十二峰之一，有“小庐山”之称的碧云峰，峰峦叠嶂，山色苍翠，宛如碧云。据史料记述，沧水铺曾是黄帝南巡宝地，齐相邹忌隐居之处。楚大夫屈原、李白，宋代名相范仲淹、苏轼，南宋相国李纲，南宋名儒张栻、理学大师朱熹，清代诗人彭绍封等帝相名贤或文豪墨客，因慕山水之美，纷纷仰慕览胜抒怀。唐代诗人李白在留下千古绝唱《菩萨蛮》，曰：“平林漠漠烟如织，寒山一带伤心碧，暝色入高楼，有人楼上愁。玉阶空伫立，宿鸟归飞急。何处是归程，长亭更短亭。”
沧水古驿，因人因词而名，使后人感受到深厚的文化底蕴；历史长河把沧水淘洗得闪光耀目，名闻遐迩。

## 行政区划
沧水铺镇下辖19个行政村，1个社区，总面积99.8平方公里
：
云峰山社区、青秀山村、沧水铺村、黄团岭村、碧云峰村、黄源段村、砂子岭村、龙会寺村、潮泥村、珠波塘村、五里牌村、牛头岭村、水井坳村、白马坝村和香炉山村。